# MV Star of Malta
MV Star of Malta – prom pasażerski, który w latach 50. i 60. XX wieku obsługiwał trasę z Malty na Sycylię, znany z zatonięcia u wybrzeży Malty 29 lipca 1955, które spowodowało śmierć jednego członka załogi i jednego pasażera. Statek wcześniej miał długą karierę pod różnymi nazwami.
Jednostka została zbudowana w 1928 jako luksusowy jacht Camargo dla Juliusa Fleischmanna Jr. W latach 1930–31 odbyła światowy rejs, podczas którego jej załoga szpiegowała na terytoriach japońskich dla rządu amerykańskiego. W 1938 jacht został sprzedany dyktatorowi Dominikany Rafaelowi Trujillo, i został przemianowany na Ramfis.
Od 1942 do 1944 jednostka służyła w United States Navy jako uzbrojony jacht patrolowy USS Marcasite (PY-28). Został on następnie sprzedany do służby komercyjnej, przemianowany na Commando w 1944 i Westminster w 1947. W 1952 jednostka została nabyta przez Paula M. Laferlę, a jej nazwę zmieniono na Star of Malta i przebudowano na prom pasażerski. Obsługiwał trasę z Malty na Sycylię. Po zatonięciu w 1955 został podniesiony z dna i przywrócony do służby. Został zezłomowany we Włoszech w 1966.

## Opis jednostki
Statek miał tonaż 968 BRT i wyporność 1150 ton. Jego długość wynosiła 68,63 metra, szerokość 9,86 metra, zaś zanurzenie 5,2 metra. Zbiornik paliwa o pojemności 230 000 litrów zasilał dwa silniki wysokoprężne. Jednostka rozwijała prędkość 12 węzłów (22 km/h).
Jako jacht prywatny jednostka mogła pomieścić od 30 do 45 członków załogi oraz do 80 pasażerów. Jako USS Marcasite miał załogę 120 ludzi i był uzbrojony w dwa działa uniwersalne 76 mm, dwie zrzutnie bomb głębinowych i zrzutnię bomb głębinowych Y-gun.

## Prywatny jacht
Jednostka została oryginalnie zbudowana jako prywatny luksusowy jacht „Camargo” dla Juliusa Fleischmanna Jr, syna amerykańskiego biznesmena Juliusa Fleischmanna. Nazwana na cześć Marie-Anne de Cupis de Camargo, była pierwszym z pięciu jachtów o tej nazwie, których właścicielem był Fleischmann. Jacht został zbudowany w 1928 przez firmę George Lawley & Son w Neponset, Boston (chociaż niektóre źródła podają, że został zwodowany w 1925). Statek kosztował 625 000 USD, co czyni go jednym z najdroższych prywatnych jachtów swoich czasów i był krytykowany w prasie za ekstrawagancję.
W latach 1931–1932 Julius Fleischmann, jego żona Dorette i dwoje dzieci wyruszyli jachtem „Camargo” w światowy rejs. Wraz z nimi popłynęło trzech przyjaciół, osobisty lekarz, fotograf National Geographic Amos Burg oraz załoga licząca 36 osób. Ich długa, ponad 58 000 km podróż rozpoczęła się w New York Yacht Club, dalej odwiedzili Bermudy i Jamajkę, przeszli przez Kanał Panamski i dotarli do Pacyfiku. Na nim odwiedzili wiele wysp, w tym Galapagos i Holenderskie Indie Wschodnie, W końcu przez Morze Czerwone przepłynęli na Morze Śródziemne.
Podczas rejsu Fleischmannowie zebrali wiele artefaktów, takich jak tarcze, maski i narzędzia. Podróż była dobrze udokumentowana na fotografiach, został również wyprodukowany trwający trzy godziny film, który jest obecnie przechowywany w Smithsonian Libraries and Archives. Podczas pobytu na południowym Pacyfiku Fleischmann i załoga sporządzili mapy i zarejestrowali informacje, które później wykorzystali Amerykanie aby zaatakować wyspy japońskie podczas II wojny światowej. Podczas podróży Fleischmannowie natknęli się na Wyspie Kokosowej na trzech rozbitków, wezwali na pomoc US Navy, i udało się ich uratować.
W 1938 „Camargo” został sprzedany Rafaelowi Trujillo, dyktatorowi Dominikany, który przemianował go na „Ramfis”.

## Jacht patrolowy US Navy
United States Navy kupiła „Ramfis” od Trujillo 2 lutego 1942. W dniu 10 lutego jednostka została przemianowana na „Marcasite” i została przerobiona przez Tampa Shipbuilding Company z Tampy na Florydzie na uzbrojony jacht patrolowy. Okręt został oddany do służby w Tampie 12 maja 1942, jego dowódcą został komandor porucznik Leander Jeffrey.
22 maja okręt wypłynął z Tampy w podróż na Pacyfik. Po zatrzymaniu się w Key West, eskortował konwoje do Kanału Panamskiego. 20 czerwca opuścił Balboa i dziesięć dni później dotarł do San Diego.
Pod koniec lipca wypłynął do Pearl Harbor na Hawajach, docierając tam w sierpniu. Na Hawajach do jego obowiązków należało eskortowanie statków handlowych i patrolowanie podejść do portu. Od czasu do czasu eskortował statki z zaopatrzeniem do i z atolu Midway.
13 lipca 1943 „Marcasite” opuścił Pearl Harbor i 9 sierpnia dotarł do Seattle. Następnie w latach 1943 i 1944 był okrętem patrolowym i stacją meteorologiczną, wykonując trzytygodniowe patrole.
16 czerwca 1944 „Marcasite” przybył do stoczni US Navy Puget Sound. Okręt został wycofany z eksploatacji 5 października 1944 i zgłoszony do War Shipping Administration do usunięcia. Dziewięć dni później został skreślony z listy okrętów US Navy.

## Działalność komercyjna
Marynarka Wojenna USA sprzedała statek do użytku komercyjnego 5 grudnia 1944, w związku z czym przemianowano go na „Commando”. Jednostka zmieniła nazwę ponownie w 1947 na „Westminster” po przejęciu przez Minster SS Co. Ltd (Mitchell Cotts & Co. Malta).
W 1952 została ponownie sprzedana, tym razem Paulowi M. Laferli, który przemianował ją na „Star of Malta” i przerobił na prom pasażerski. Obsługiwała trasę między Maltą i Syrakuzami na Sycylii trzy razy w tygodniu, przewożąc pasażerów i pocztę.
W kwietniu 1953, w drodze z Malty do Syrakuz po problemach z silnikiem na wzburzonym morzu statek zaczął nabierać wody. Pasażerów zebrano na górnym pokładzie i wysłano sygnały o niebezpieczeństwie do pobliskich statków, ale załodze udało się wyczerpać wodę i statek przemieścił się za bardziej osłonięty cypel Passero. Załoga była wtedy w stanie rozwiązać problemy i udało im się dotrzeć do Syrakuz w ciągu kilku godzin.

### Zatonięcie w 1955

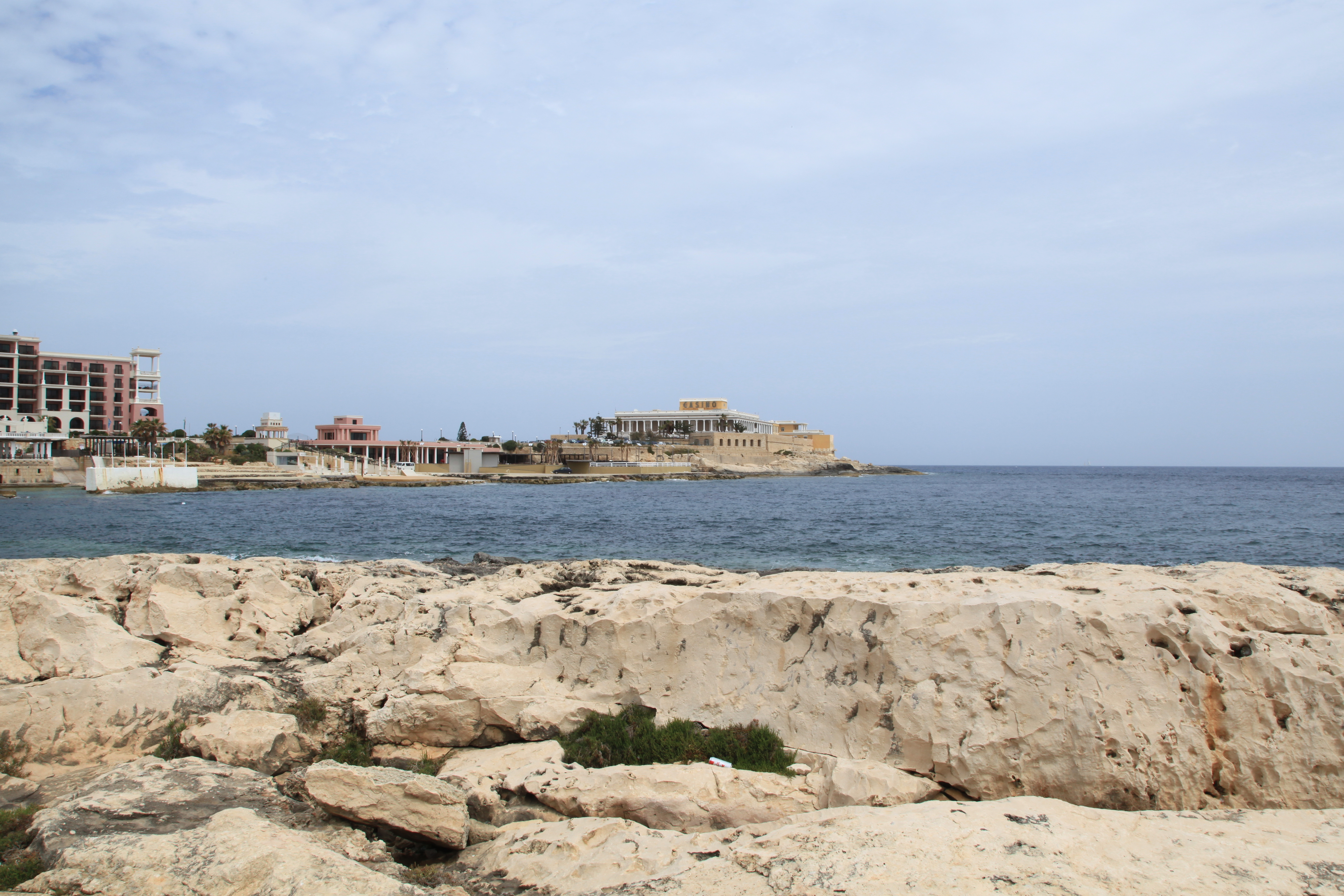
Statek osiadł na mieliźnie przy Reef Merkanti, w pobliżu Dragonara Point w St. Julian’s na Malcie

Rankiem 29 lipca 1955 „Star of Malta” wracała z Syrakuz na Maltę. W tym czasie była gęsta mgła i z powodu błędu nawigacyjnego statek osiadł na mieliźnie na Reef Merkanti, około 80 metrów od wybrzeża St. Julian’s, gdzie się przewrócił.
W momencie zatonięcia statek przewoził 57 pasażerów i był pod dowództwem komandora S.G. Kenta. Większość pasażerów i załogi przeżyła zatonięcie, dopłynęli do brzegu lub zostali uratowani przez małe łodzie, które przypłynęły z pomocą. Były dwie ofiary: członek załogi A. Grech (drugi kucharz) utonął w czasie zatonięcia, oraz zaginęła pasażerka Mary Borg.
Nurkowie z Royal Navy Special Boat Service przeszukali częściowo zanurzony statek już wkrótce po wejściu na mieliznę. Premier Dom Mintoff wszedł na pokład statku podczas akcji ratunkowej w dniu wejścia na mieliznę.
Po tym, jak pasażerowie zeszli ze statku, skradzione zostały część ładunku, w tym owoce i zwierzęta gospodarskie, a także cenne przedmioty. Być może w tym momencie zabrano również dziennik pokładowy statku.
Przesyłki przewożone na statku zostały odzyskane, a władze pocztowe pieczętowały ocalałą pocztę ręczną pieczęcią z napisem „Damaged by seawater / ex "Star of Malta" 29.7.55” (Uszkodzone przez wodę morską / ex „Star of Malta” 29.7.55).
Ponieważ „Star of Malta” była jedynym połączeniem morskim między Maltą a Sycylią, po jej zatopieniu na Sycylię został wysłany niszczyciel HMS „Scorpion”, aby odebrać unieruchomionych pasażerów. Statek został wydobyty w sierpniu 1955 i został naprawiony w stoczni Rodriquez w Mesynie na Sycylii.
Dochodzenie przeprowadzone po katastrofie wykazało, że to komandor Kent był odpowiedzialny za wejście na mieliznę, a asesorzy zalecili zawieszenie jego patentu kapitańskiego na rok od daty wypadku.

### Ostatnie lata
Po dwóch miesiącach statek wrócił na Maltę i powrócił do służby. Podczas podróży na Maltę jego dowódcą był jugosłowiański kapitan Velkjo Hajjia.
W marcu 1966 statek został sprzedany firmie Cantieri Navali delle Grazie z La Spezia i został zezłomowany.